# ミッドタウン・タワー
ミッドタウン・タワー(英語: Midtown Tower) は、東京都港区赤坂九丁目に所在する三井不動産の超高層ビルである。複合商業施設「東京ミッドタウン」の中核を担う施設である。高さは248.1mで、高さ330mの麻布台ヒルズ森JPタワー、高さ266mの虎ノ門ヒルズステーションタワーに次いで、東京都内で3番目に高い。
低中層階はオフィスビル、高層階は高級ホテル「ザ・リッツ・カールトン東京」である。行政地名上の所在地は赤坂であるが、都営地下鉄大江戸線「六本木駅」と直結しているため、六本木エリアに含まれる。

## 概要
2007年  1月に竣工して東京ミッドタウンと共に3月に開業した。高層階はホテル「ザ・リッツ・カールトン東京」が客室やレストランとして使用し、最上54階は全てが機械室など設備階である。

## 主なテナント
- 54階 管理施設
- 45 - 53階 ホテルフロア
  - ザ・リッツ・カールトン東京
- 7 - 44階 オフィスフロア
  - 43階 Millennium Capital Management Asia Limited
  - 35階 H.R.I株式会社
  - 33階 ファーストリテイリング
  - 29階 マネジメントソリューションズ
  - 28階 UUUM
  - 22階 ブラックストーン・グループ
  - 7, 21 - 27, 37階 シスコシステムズ
  - 12 - 15階 ソニー・ミュージックエンタテインメント 第2拠点
  - 11階 コカ・コーラボトラーズジャパン株式会社
  - 7階 スルガ銀行 ミッドタウン支店 d-labo
  - 日興アセットマネジメント
  - たびゲーター
  - ステート・ストリート
  - ナイキジャパン本社[注 3][1]
- 6階 東京ミッドタウン・メディカルセンター
  - 東京ミッドタウン・クリニック
- 5階 東京ミッドタウン・デザインハブ
  - 財団法人日本産業デザイン振興会
  - 社団法人日本グラフィックデザイナー協会
  - 九州大学・芸術工学東京サイト G-PARN
  - インターナショナル・デザイン・リエゾンセンター
- 4階 東京ミッドタウン・カンファレンス
- 3階
  - 東京ミッドタウン郵便局
  - りそな銀行 東京ミッドタウン支店 RESONA／外貨両替トラベレックス

## 過去のテナント
- USENグループ（33 - 38階）
  - ディスカバリー・エンターテインメント（35階）
- プロンプトホールディングス[注 4]
  - テクノプロ・エンジニアリング（31階）
  - アドバンテージ・アソシエイツ・ジャパン（31階）
  - グッドウィル・スマイル（31階）
  - プレミア・スマイル（31階）
  - グッドウィル（29 - 30階）
  - ラディアホールディングス・プレミア（28階）
  - プレミア・スタッフ（28階）
  - シーテック（28階）
  - バンテクノ（28階）
  - CSI（28階）
  - TST（28階）
  - CIT（28階）
  - ハイテック（28階）
  - プレミアライン（28階）
  - 技能育成センター（28階）
  - サンヨーナイスコーポレーション（28階）
  - プレミア・メディカルケア（28階）
  - 日構シーエスエス（28階）
- ヤフー（8 - 20階）
- mmbi[注 5]（38階）

## 備考
- ビル固有の郵便番号は107-62xx（xxは階層、地下階と階層不明は90）。